# The Dudes Doin' Business
The Dudes Doin' Business — студійний альбом Джиммі Макгріффа і Джуніора Паркера, випущений у 1970 році лейблом Capitol.

## Опис
Спільниа альбом джазового органіста Джиммі Макгріффа і блюзового співака і губного гармоніста Джуніора Паркера. Цей альбом став другою спільною роботою музикантів на лейблі Capitol після The Outside Man. Серед пісень тут виділяються «Ain't That a Shame» Фетса Доміно, «Oh! Darling» і «The Inner Light» The Beatles.
У 1972 році перевиданий Groove Merchant під назвою Good Things Don't Happen Every.

## Список композицій
1. «Drownin' On Dry Land» (Мікі Грегорі, Аллен А. Джонс) — 3:03
2. «Good Things Don't Happen Every Day» (Горас Отт, Р. Евреттс) — 3:07
3. «Ain't That a Shame» (Антуан Доміно, Дейв Бартоломью) — 2:45
4. «A Losing Battle» (Мек Ребеннек, Бауенгауер) — 3:16
5. «It Ain't What'cha Got» (Дж. Колдуелл, Дж. Вульф) — 2:47
6. «In the Heat of the Night» (Квінсі Джонс, Мерилін Бергман, Алан Бергман) — 4:41
7. «Workin'» (Горас Отт, А. Стюарт) — 3:43
8. «Oh! Darling» (Джон Леннон, Пол Маккартні) — 3:34
9. «The Inner Light» (Джордж Гаррісон) — 3:50

## Учасники запису
- Джуніор Паркер — вокал
- Джиммі Макгріфф — орган

Технічний персонал
- Сонні Лестер — продюсер
- Малколм Еббі — інженер
- Горас Отт — аранжування, диригування
- Mixed Media Machine Inc. — дизайн, обкладинка